# Garland (Caroline du Nord)
Pour les articles homonymes, voir Garland.
Garland est une ville américaine située dans le comté de Sampson en Caroline du Nord. En 2010, sa population était de 625 habitants.

## Démographie
| 1920 | 1930 | 1940 | 1950 | 1960 | 1970 |
| ---- | ---- | ---- | ---- | ---- | ---- |
| 301  | 509  | 484  | 539  | 642  | 656  |

| 1980 | 1990 | 2000 | 2010 | - | - |
| ---- | ---- | ---- | ---- | - | - |
| 885  | 746  | 808  | 625  | - | - |

## Traduction
- (en) Cet article est partiellement ou en totalité issu de l’article de Wikipédia en anglais intitulé « Garland, North Carolina » (voir la liste des auteurs).